# 久保長生
久保 長生（くぼ おさみ、1944年 - ）は、日本の脳神経外科医。東京女子医科大学教授、東京女子医科大学病院副院長。
千葉大学医学部卒業。